# 法貝爾曼 (電影)
是一部2022年美國青春成長劇情片，由史蒂芬·史匹柏執導，改編自與東尼·庫許納合作編寫的劇本，主演陣容包括蓋布瑞·拉貝爾、蜜雪兒·威廉絲、塞斯·羅根、保羅·迪諾和裘德·赫希。故事取材自史蒂芬·史匹柏的個人經歷，講述年輕的電影製片人山姆·法贝尔曼的成長與投入電影界的歷程。
電影2022年9月10日在多倫多國際電影節上全球首映，由環球影業定檔2022年11月23日在美國上映。這部電影獲得普遍正面的評價，其中拉貝爾、威廉絲、迪諾、赫希的表演以及史蒂芬·史匹柏的導演、劇本、攝影和配樂皆獲得一致好評。美國國家評論協會與美國電影學會將該片列為2022年十大最佳電影名單之一。但是票房收入不足以打平4000萬美元的成本，成為史蒂芬·史匹柏為數不多的票房炸彈作品。
本片獲頒多伦多国际电影节观众票选奖，第80屆金球獎最佳劇情片和最佳導演獎，第28屆評論家選擇獎最佳影片等11項提名，第95屆奧斯卡金像獎共入圍包含最佳影片獎在內的7個獎項，但最終由《媽的多重宇宙》贏得最佳影片獎。

## 故事概要
山姆·法貝爾曼是出身猶太家庭的男孩，在1952年1月10日，父親伯特與母親米茲帶著他前往位於美國新澤西州康登縣的哈登鎮的某座電影院，觀賞西席·地密爾執導的《戲中之王》，山姆在首度觀影的經驗中，對片裡讓人眼花撩亂的火車場景留下深刻印象，向父母要了光明節禮物：一套萊納火車模型，並且在當天深夜將這套模型撞壞了。米茲從山姆的舉動，理解後者嘗試拍片的動機，於是允許他使用8毫米底片的攝影機拍攝另一個車禍場景。山姆對於自己能夠嘗試拍片感到雀躍不已，開始定期拍攝影片，有時候還會拉著妹妹安妮、娜塔莉、莉莎參與其中。隨著伯特在鳳凰城找到新工作，法貝爾曼一家於1957年初舉家搬遷至該處，因為米茲的堅持，身為山姆父親好友兼商業夥伴的班尼·洛伊也跟著前往當地。
多年後，十幾歲的山姆繼續與他在童子軍裡認識的朋友們一起製作電影，在此期間他開始使用後期製作效果，更為此獲得攝影徽章。後來，班尼跟著法貝爾曼家庭一起去野營，拍攝他們度假的鏡頭。但在不久之後，山姆的外祖母兼米茲的母親逝世了，這使得米茲悲慟不已。伯特向山姆提供電影剪輯設備，建議山姆將野營旅行的鏡頭拍成電影，讓米茲振作起來。山姆對於父親介入安排他的下一部電影製作感到不以為然，但伯特認為他對電影的熱情只是一種愛好，他認為家庭電影更重要。翌日早上，山姆的外舅公（外婆的兄長）鮑里斯·希爾德克勞特造訪法貝爾曼一家，在會談中提及法貝爾曼一家曾是一名馴獅師和電影工作者。山姆在當晚與鮑里斯相談，鮑里斯向山姆談起用藝術換取他的家庭和諧，告訴他這兩個方面將繼續相互矛盾。鮑里斯離開後，山姆開始編輯野營旅行的錄像，卻意外地在編輯影片期間發現了母親和班尼有外遇的證據。接下來的幾個星期，米茲和班尼受到嚴厲的對待，山姆甚至還和米茲發生激烈的爭執，米茲出於衝動而動手搧了山姆一記耳光，迫使心煩意亂的山姆向她展示了整理好的錄像。他還答應絕口不向外人提起米茲和班尼之間的秘密。
次週，伯特因為獲得了另一項工作晉升，需要再次搬往加利福尼亞州聖塔克拉拉郡的薩拉托加，為了保持米茲與伯特夫妻倆的婚姻，班尼這次沒有跟著法貝爾曼一家搬遷，而是留在鳳凰城生活，還準備了一台新的膠卷攝影機要送給山姆，起初山姆不願意收下這台攝影機，直至班尼提出支付35美元才同意接手，但他仍聲明自己永遠不會使用這台攝影機拍片。當山姆在當地社區入學後，他很快地便被學校的兩名少年羅根·哈爾與查德·湯瑪斯鎖定為欺負的對象，後兩者甚至公然發表反猶太主義言論羞辱山姆。山姆嘗試融入新學校的生活，認識了信仰虔誠的基督徒莫妮卡並發展出情愫。山姆帶著莫妮卡與家人共進晚餐，莫妮卡建議山姆在海灘拍攝他們的翹課日，她還表示自己的父親擁有一台阿萊Arriflex16毫米攝影機、會允許他使用後，山姆經過一番考慮，同意了莫妮卡提出的方案。
然而接下來的發展，出乎山姆的意料之外：當法貝爾曼一家從原本的租屋處搬遷至新買的房子後，米茲因為長期的憂鬱、加著伯特發現了米茲和班尼的婚外情，夫妻倆正式離婚，讓全家人感到傷心不已。接著山姆在學校的舞會向莫妮卡表白，邀請她在高中畢業後和他一起去好萊塢發展，但是莫妮卡已經有意進入德克薩斯農工大學求學，導致雙方在無法達成生涯規劃共識的情況下，由莫妮卡主動向山姆提出分手，結束這段戀情。經過失戀的打擊後，山姆將先前在翹課日拍攝的電影放映給他的同伴們觀賞，當中甚至美化了羅根、詆毀查德，獲得熱烈的反響。羅根向山姆表達對片中美化自己的橋段感到不解的心情，雙方達成了和解，以此契機成為朋友，後來羅根甚至在山姆被查德攻擊時，出面保護山姆和擊退查德，進一步鞏固雙方的交情。第二天早上，米茲和山姆討論彼此的未來計劃，米茲表示正如同自己不能放棄對班尼的愛，她要山姆不要放棄對電影製作的熱愛。
第二年，山姆和伯特一起住在好萊塢，山姆有意從大學退學，但是找不到電影製作方面的工作，伯特雖然不認同山姆的志願，仍不情願地接受山姆對電影抱持的熱誠。當伯特看見米茲和班尼的合影照片後，一改先前的態度，轉而告訴山姆，如果這是他的熱情所在，便要堅持下去。最終山姆接獲CBS的邀請，參與《霍根英雄》的製作，他對電影製作抱持的熱誠，同時獲得該劇的導演約翰·福特與共同創作者伯納德·費恩的青睞。約翰·福特是對山姆的電影製作影響最大的人之一。在他們簡短的會面中，福特向山姆提供了一些製作方面的建議。山姆精神煥發地穿過攝影棚外景地，攝像機將地平線置於中央，這與福特的建議相反，然後採用後設電影的拍攝手法，讓鏡頭明顯傾斜以將地平線置於底部。

## 演員
- 蓋布瑞·拉貝爾飾演山姆·法貝爾曼（Sammy Fabelman）
  - 馬特奧·佐瑞娜·弗朗西斯-德福德（Mateo Zoryna Francis-Deford）飾演年幼的山姆
- 蜜雪兒·威廉絲飾演米茲·法貝爾曼（Mitzi Fabelman），山姆的媽媽
- 保羅·迪諾飾演伯特·法貝爾曼（Burt Fabelman），山姆的爸爸
- 塞斯·羅根飾演班尼·洛伊（Bennie Loewy），山姆爸爸的朋友
- 奧克斯·弗格雷飾演查德·湯瑪斯（Chad Thomas）
- 蓋布瑞·貝特曼飾演羅傑（Roger）
- 茱莉亞·巴特斯飾演安妮·法貝爾曼（Reggie Fabelman），山姆的妹妹
- 裘德·赫希飾演鮑里斯·希爾德克勞特（Boris Schildkraut），山姆外婆的哥哥
- 山姆·雷克納（Sam Rechner）飾演羅根·哈爾（Logan Hall）
- 珍妮·伯林飾演哈達許·法貝爾曼（Haddash Fabelman）

## 製作

### 發展

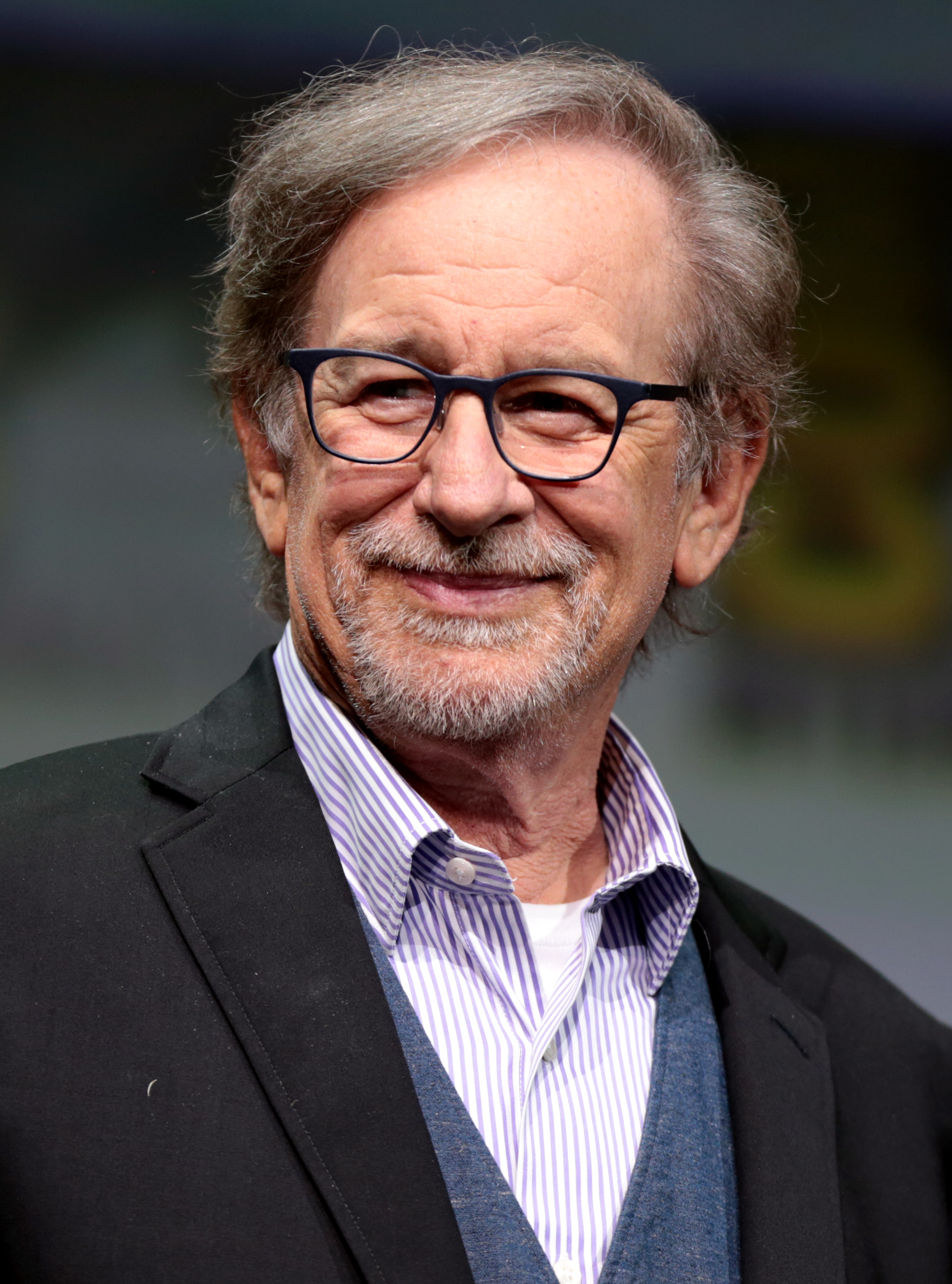
導演、編劇和電影製作人的史蒂芬·史匹柏

1999年，史蒂芬·史匹柏表示，他一直在考慮執導一部關於他童年的電影。電影名稱為《我會回家》（I'll Be Home）最初是由他的妹妹安妮·史匹柏編寫的。他解釋說：「我最大的恐懼是我的父母不會喜歡這部電影，會認為這是一種侮辱，不會分享我對與他們一起長大的感覺、愛和批判的觀點。」2002年，史匹柏說他對製作《我會回家》感到緊張：「它與我的生活如此接近，與我的家人如此接近——我更喜歡製作更相似的電影。但關於我家人的真實故事將需要很大的勇氣。」
2021年3月，史匹柏宣布執導一部基於他在亞利桑那州長大的童年成長電影。蜜雪兒·威廉絲正在談判，出演受史匹柏母親啟發的角色。史匹柏還與經常合作的東尼·庫許納共同編寫了劇本。2021年3月22日，有消息稱塞斯·羅根加盟出演「年輕斯皮爾伯格最喜歡的叔叔」，而蜜雪兒·威廉絲則被確認已入圍。據報導，克里斯蒂·馬科斯科·克里格與史蒂芬·史匹柏和東尼·庫許納共同製作這部電影。2021年4月8日，保羅·迪諾加入演員陣容，飾演史匹柏的父親阿諾德·史匹柏角色。5月，蓋布瑞·拉貝爾進入最終談判，確認扮演主角薩米，薩米是一位以史匹柏本人為原型的年輕有衝勁的電影製片人。
同年6月晚些時候，山姆·雷克納（Sam Rechner）確定出演。7月，克洛伊·伊斯特、奧克斯·弗格雷、伊莎貝爾·庫斯曼（Isabelle Kusman）、珍妮·伯林、裘德·赫希、羅賓·巴特利特和喬納森·哈達瑞加入了演員陣容。8月，蓋布瑞·貝特曼、古斯塔沃·埃斯科巴（Gustavo Escobar）、尼古拉斯·坎圖（Nicolas Cantu）、萊恩·因特（Lane Factor）、庫珀·多德森（Cooper Dodson）和斯蒂芬·馬修·史密斯（Stephen Matthew Smith）加入演員陣容。其後的是新人，基利·卡斯滕（Keeley Karsten）、本蒂·博瑞亞（Birdie Borria）、阿麗娜·布雷斯（Alina Brace）、索菲亞·科佩拉（Sophia Kopera），馬特奧·佐裡娜·弗朗西斯-德福德（Mateo Zoryna Francis-Deford）確定扮演年輕的薩米。

### 拍攝
主體拍攝於2021年7月在洛杉磯發生COVID-19大流行期間開始。

## 發行
本片定於2022年11月23日由環球影業發行。這是該公司自《慕尼黑》以來發行的首部史匹柏電影。

## 評價
媒體和影評家給予《法貝爾曼》普遍正面的評價，根据評論匯總网站爛番茄汇总的266篇评论文章，91%的评论家给予该作正面评价，平均打分为8.2分（满分10分），網站共識評價寫道：「部分回憶錄，部分歌頌電影的力量，《法貝爾曼》發現史蒂芬·史匹柏在挖掘家庭根源，這幫助他成為了一位受人喜愛的電影製作人 - 並證明他並沒有失去他的魔力。」Metacritic根據54條評論，獲得總加權分數84分（滿分100分），代表「普遍讚譽」。

## 外部連結
- 互联网电影数据库（IMDb）上的资料（英文）